# Kalven (Brattfors socken, Värmland)
Kalven är en sjö i Filipstads kommun i Värmland och ingår i Göta älvs huvudavrinningsområde. Sjön har en area på 0,437 kvadratkilometer och ligger 155 meter över havet. Sjön avvattnas av vattendraget Lungälven.

## Delavrinningsområde
Kalven ingår i det delavrinningsområde (661837-139969) som SMHI kallar för Namn saknas. Medelhöjden är 197 meter över havet och ytan är 21,67 kvadratkilometer. Räknas de 3 avrinningsområdena uppströms in blir den ackumulerade arean 122,26 kvadratkilometer. Lungälven som avvattnar avrinningsområdet har biflödesordning 4, vilket innebär att vattnet flödar genom totalt 4 vattendrag innan det når havet efter 361 kilometer. Avrinningsområdet består mestadels av skog (76 procent) och sankmarker (11 procent). Avrinningsområdet har 0,44 kvadratkilometer vattenytor vilket ger det en sjöprocent på 2 procent.